# 丁孝浓
丁孝浓（1931年—1989年），男，四川乐山人，中华人民共和国政治人物，曾任国家机械工业委员会副主任，物资部副部长。